# Dokuz Eylül Üniversitesi
Die Dokuz Eylül Üniversitesi (deutsch: Universität des 9. September) ist eine staatliche Universität in Izmir in der Türkei mit über 70.000 Studenten und 3.657 wissenschaftlichen Angestellten (Studienjahr 2019/2020).

## Geschichte
Die Universität entstand 1982 aus einer Abspaltung der Ege Üniversitesi in Izmir. Ihr Name bezieht sich auf das Ende der  griechischen Besetzung von Izmir am 9. September 1922 während des Türkischen Befreiungskrieges. 
Die Universität ist aufgrund ihrer analytischen Forschungsarbeit im Bereich der Sozialwissenschaften bekannt. Die Universität ist Mitglied im Netzwerk der Balkan-Universitäten, hat eine umfangreiche Universitätsbibliothek und ist eine der großen Universitäts-Lehrforschungseinrichtungen in der Türkei.

## Fakultäten
Die Universität gliedert sich in 10 Fakultäten:
- Buca-Fakultät Erziehungswissenschaft
- Fakultät Architektur
- Fakultät Bildende Künste
- Fakultät Ingenieurwissenschaft
- Fakultät Naturwissenschaft
- Fakultät Jura
- Fakultät Medizin
- Fakultät Theologie
- Fakultät Betriebswirtschaft
- Fakultät Volkswirtschaft

## Professoren
siehe Kategorie:Hochschullehrer (Dokuz Eylül Üniversitesi)

## Bekannte Absolventen
- Emre Aydın (* 1981), Sänger und Songwriter
- Emin Haluk Ayhan (* 1957), Politiker
- Hülya Doğan-Netenjakob (* 1967), Schauspielerin und Theaterregisseurin
- Nurkan Erpulat (* 1974), Theaterregisseur
- Bülent İnal (* 1973), Schauspieler
- Semih Kaplanoğlu (* 1963), Filmregisseur
- Enver Tuncer (* 1971), deutsch-türkischer Journalist
- Taner Kılıç  (* 1969), Rechtsanwalt